# Flesch Központ, Szigetköz Agórája
A Flesch Központ, Szigetköz Agórája Mosonmagyaróvár és egyben a Szigetköz legnagyobb kulturális intézménye. 

## Története
A közművelődési élet a 19. század végétől bontakozott ki mind Magyaróváron, mind Mosonban. Ekkortól alakultak meg azok a jelentős kulturális egyesületek (Magyaróvári Széchenyi Kör, Mosoni Társaskör), valamint jöttek létre azok ikonikus énekkarok (Magyaróvári Férfidalárda, Mosoni Ének és Zenegylet), amelyeknek koncertjei, amatőr színházi előadási mozgósították a két település, majd 1939-től az egyesült város, Mosonmagyaróvár kultúrakedvelő közönségét egészen a második világháború végéig. A háborút követő politikai rendszerváltás erősen éreztette hatását a művelődés terén is. 1954-ben adták át a szakszervezeti kezelésben álló MOFÉM Katona József Művelődési Házat, ahol többek között hangversenyeket, színházi előadásokat tartottak. Az épületet később könyvtárral és klubhelyiségekkel bővítettek. Tanácsi fenntartásban állt Magyaróvár történelmi belvárosában, az egykori Trieszt vendéglő épületében kialakított és 1955-ben megnyitott járási kultúrotthon, járási kultúrház, művelődési központ, ami 1959-1983 között Bardócz Béla nevét viselte.  A mosoni városrészben 1966-tól a József Attila Művelődési Ház gondoskodott az itt élők kulturális igényeinek kielégítéséről. 1974-tól a járási könyvtár is a művelődési központ épületében kapott helyett, tovább növelve az amúgy is problémaként jelentkező helyhiányt, mert az épületben mind több kör és klub kezdte meg a működését. Nagyobb léptékű színházi előadásokat csak az MOFÉM művelődési házban, vagy az egyetem dísztermében lehetett tartani. Sikeresek a voltak 1969-től a korszak nagyrendezvényének a „Szigetközi Napok”-nak a programjai valamint a magyaróvári Mokka presszóban tartott irodalmi kávéház és itt rendezett előadói estek is.
1984. augusztus 19-én, egy nagyszabású augusztus 20-ai ünnepség keretében Pozsgay Imre, a Hazafias Népfront főtitkára adta át rendeltetésének azt az új közművelődési épületegyüttest, amelyben a művelődési központ és a könyvtár mellett a zeneiskola is helyet kapott. Az épületet átadása egy új élet kezdetét jelentette nem csupán az intézmények munkatársai (népművelők, könyvtárosok), hanem a város és térsége kultúrakedvelő közössége számára is, hiszen az eseménnyel több évtizedes közös álmuk vált valóra. Az épületet Lőrincz József és Papp Lukács építészek tervezték, de belsőépítész, sőt színpadtechnikai tervező is közreműködött a mérnöki munkában.  A kivitelező a Győr megyei Állami Építőipari Vállalat (GYÁÉV) volt, maga az építkezés Győr-Sopron megye legnagyobb kulturális célú beruházása volt a hatodik ötéves terv időszakában. A tervezés és az építkezés során az új épület intézményvezetőinek tanácsait is kikérték, véleményüket meghallgatták. Az új épület a kor szintjén álló megfelelő tárgyi feltételekkel rendelkezett: 354 személy befogadásra alkalmas színházterem, kiállítóterek, klubhelyiségek a város öntevékeny csoportjai számára. A cél az volt, hogy korra, nemre és foglalkozásra való tekintet nélkül ki-ki találja meg a programját, elfoglaltságát a művelődési házban, a nagyrendezvényektől a különböző tanfolyamokon át egészen a néhány főt foglalkoztató szakkörökig. Az itt dolgozó, elhivatott szakemberek által létrehozott programok, rendezvények és szolgáltatások pedig élettel töltötték meg a tereket, aminek következtében a látogatók és a közönség, sőt a város közössége is megkedvelte, megszerette a „MŰVI”-t. Az intézmény 1994-ben szervezett első alkalommal, hagyományteremtő szándékkal nyári fesztivált azzal a céllal, hogy a szórakoztatás mellett lehetőséget teremtsenek a helyi kulturális értékek bemutatására is. 
A Városi Művelődési Központ 1994. november 11-én vette fel Flesch Károly nevét, ekkortól Flesch Károly Kulturális Központ néven folytatta mind szerteágazóbbá váló tevékenységét. 
2008. január 1-jétől nonprofit gazdasági társaságként működik: Flesch Károly Nonprofit Kft., teljes nevén Flesch Károly Közművelődési, Könyvtári, Kulturális és Városmarketing Közhasznú Nonprofit Korlátolt Felelősségű Társaság.
Főbb részlegei, divíziói:
- Flesch Központ,
- Fehér Ló Közösségi Ház,
- Huszár Gál Városi Könyvtár,
- Marketing, reklám, PR-, szponzorációs és pályázati iroda,
- Városi Televízió és Médiacentrum Kft.

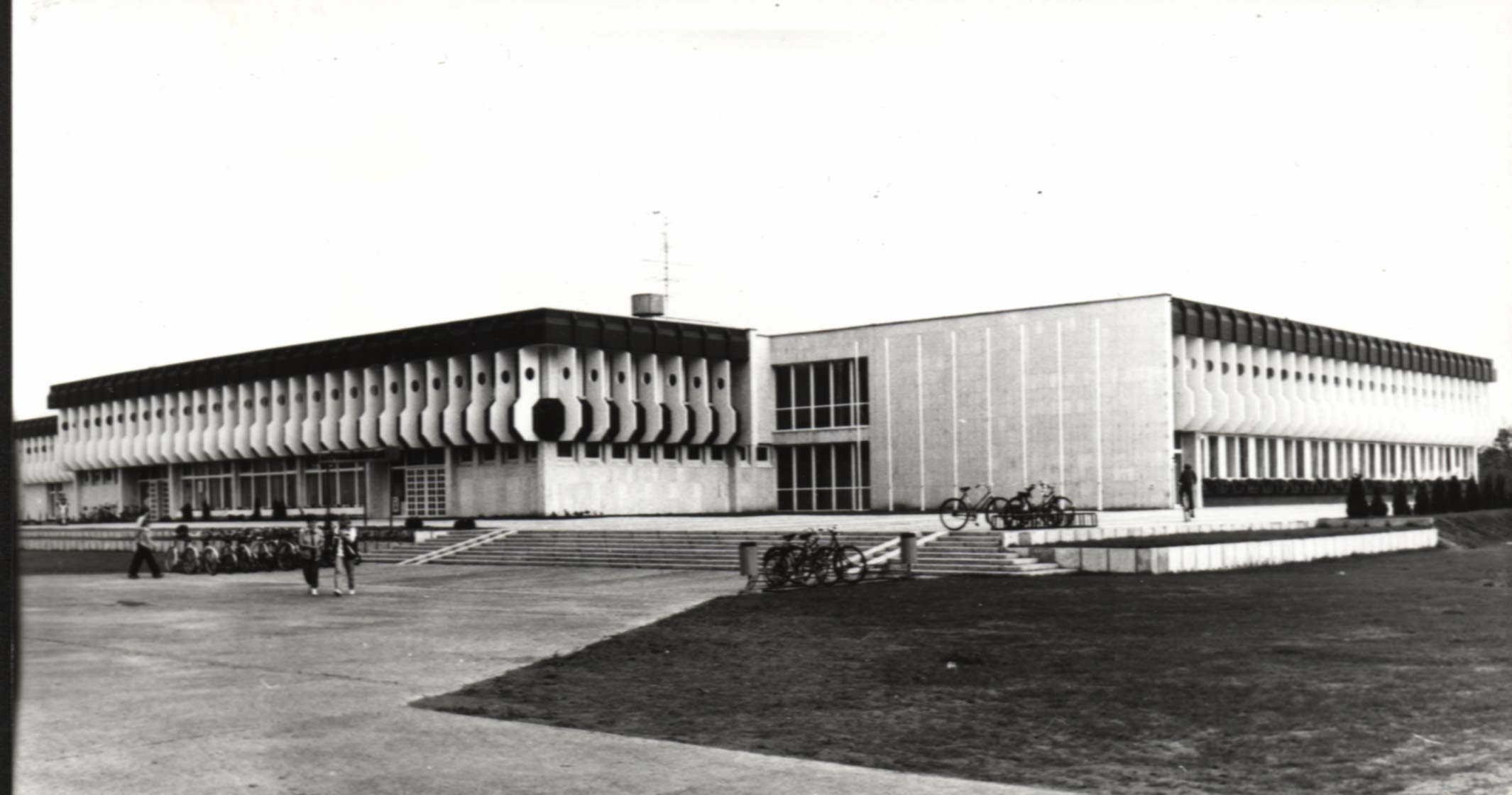
Városi Művelődési Központ 1980-as évek
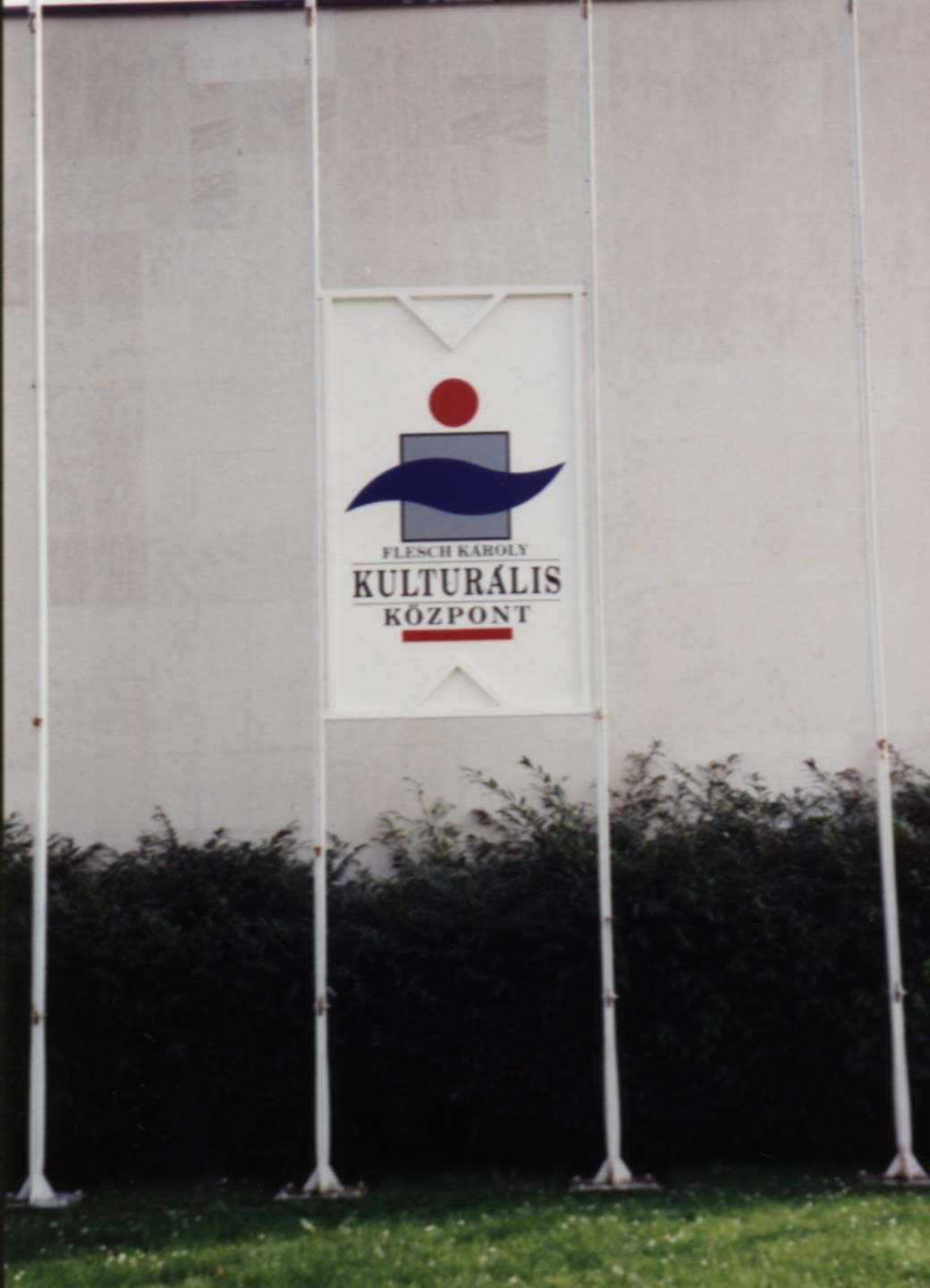
A Flesch Károly Kulturális Központ logója
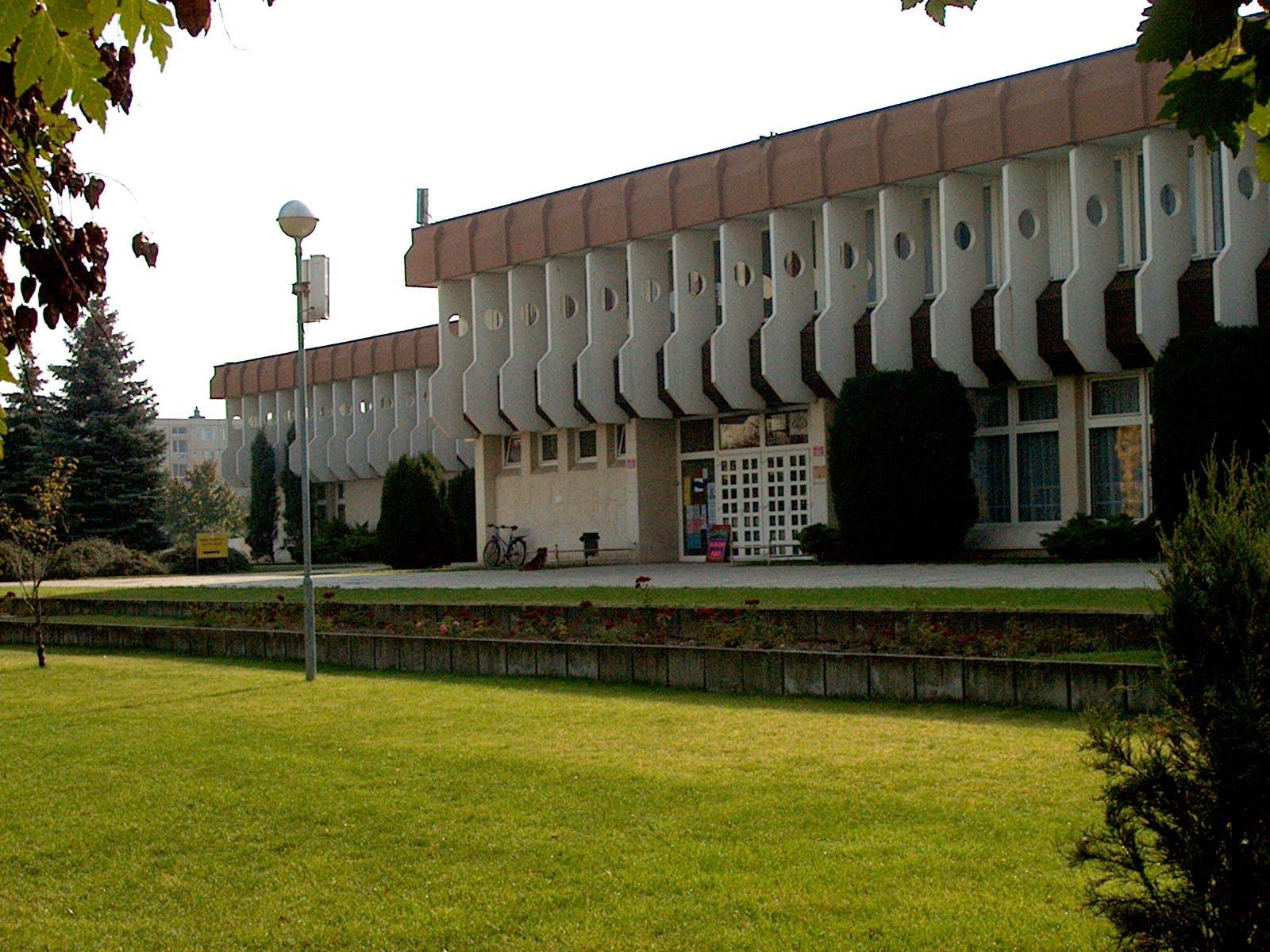
Flesch Károly Kulturális Központ 1990-es évek
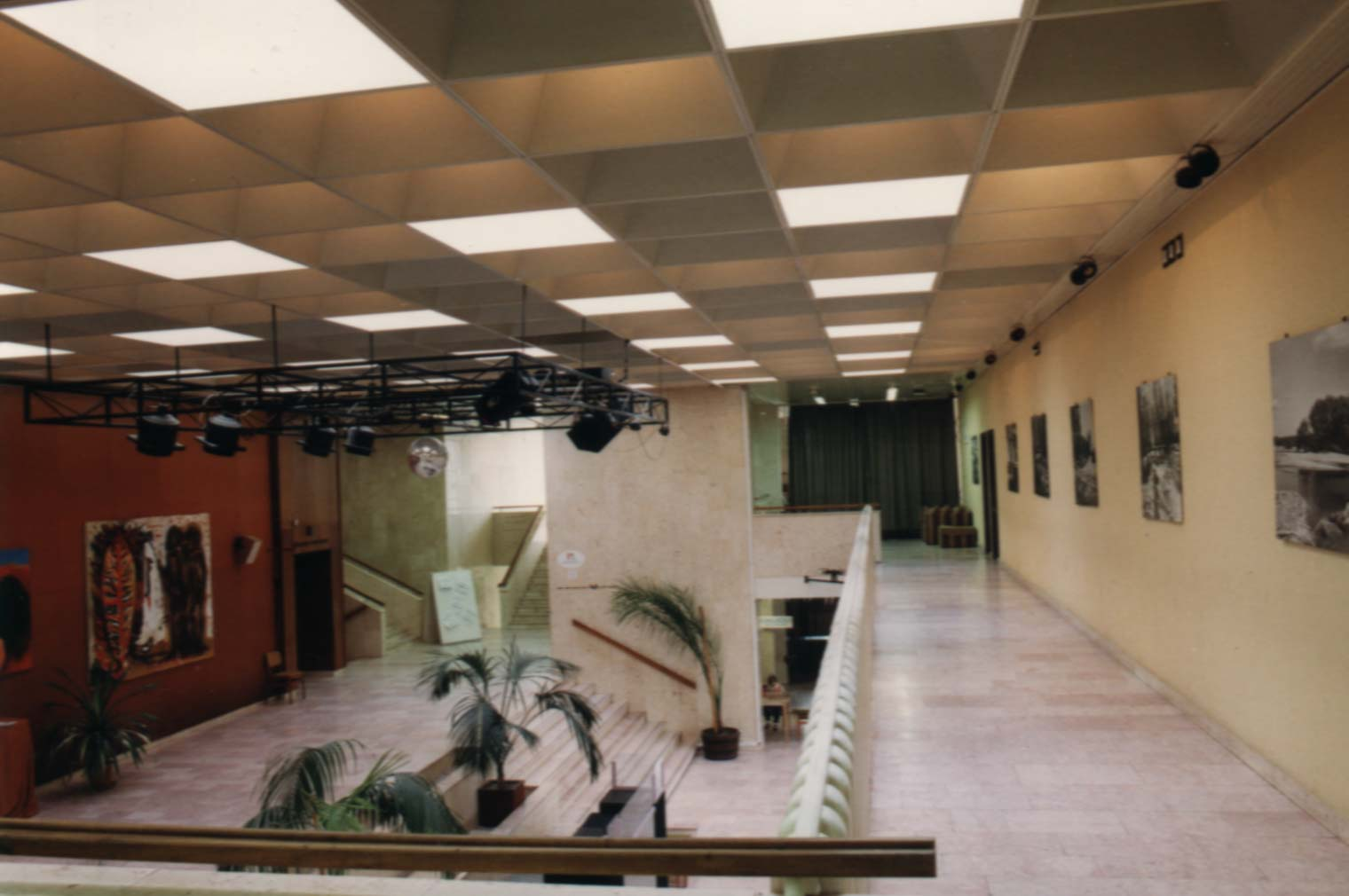
A Flesch Károly Kulturális Központ aulája
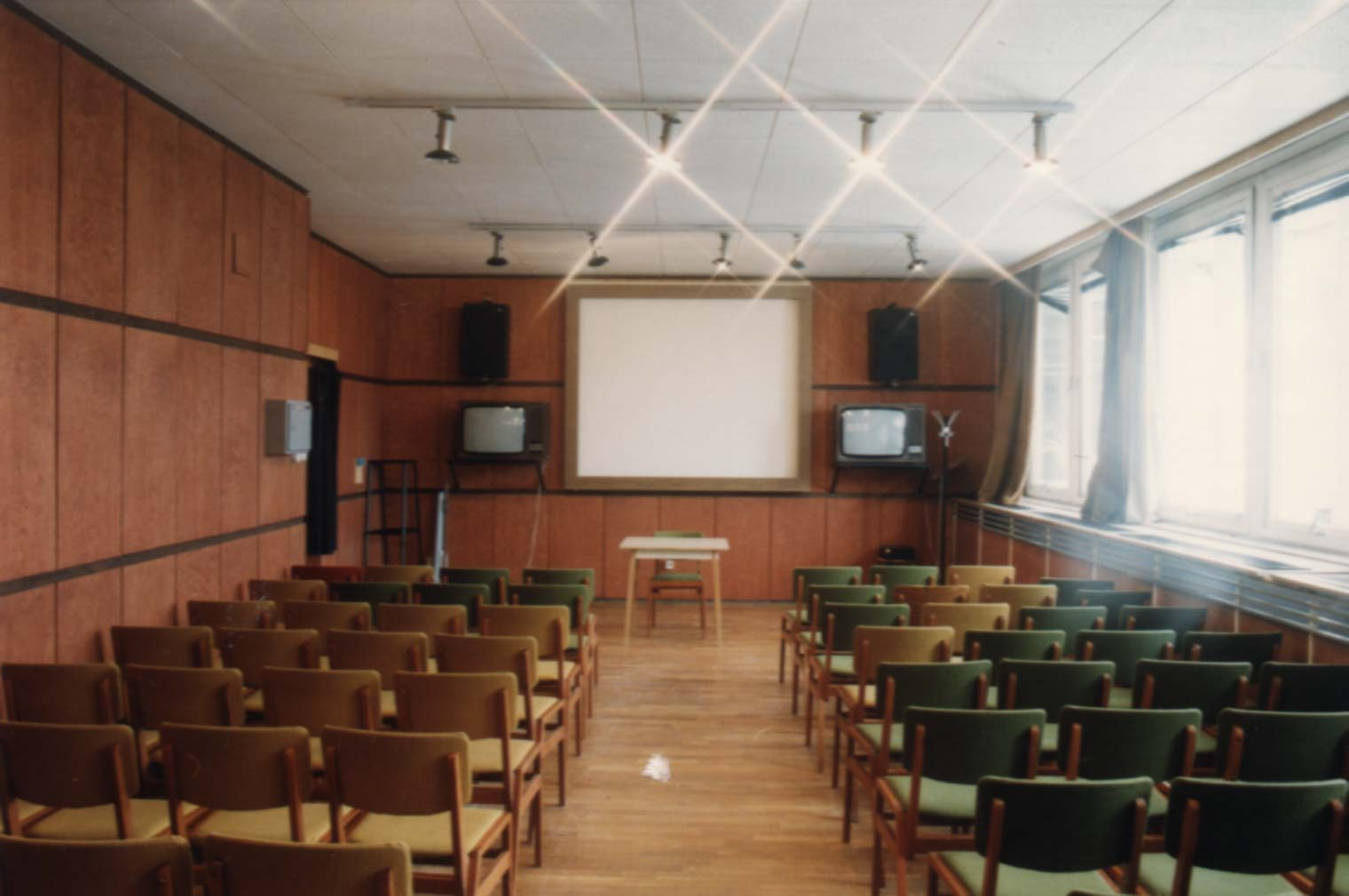
A Flesch Károly Kulturális Központ előadóterme

## Vezetői
- Hammerschmidt János (1984-1992)
- Böröndi Lajos (1992-2008)
- Csiszár Péter 2008-

## Flesch Központ, Szigetköz Agórája
A Flesch Központ szolgáltatásairól, tevékenységrendszeréről az intézmény honlapján tájékozódhat. A kulturális, közösségi és közművelődési feladatok ellátása során különös hangsúlyt fektetnek a felhasználó-központúságra, a fenntarthatóságra valamint a családbarát munkahelyi légkör kialakítására is. Másfél évtized alatt az egykori hagyományos kisvárosi művelődési központ Győr-Moson-Sopron vármegye legnagyobb közművelődési intézményé, nonprofit kulturális vállalkozásává fejlődött.

## Kiemelt rendezvények (Nagyrendezvények)
- Tavaszi fesztivál
- Gurul a város
- MosonShow – Nemzetközi Makett Kiállítás és Verseny
- Szigetköz Piknik
- Voluta Nemzetközi Vízi Karnevál
- Szigetköz Piknik-Food Truck Show
- Szent István Napok
- Advent a várban

## Díjak, elismerések
- Minősített Közművelődési Intézmény Cím (2021)
- Közművelődési Minőség Díj (2022)

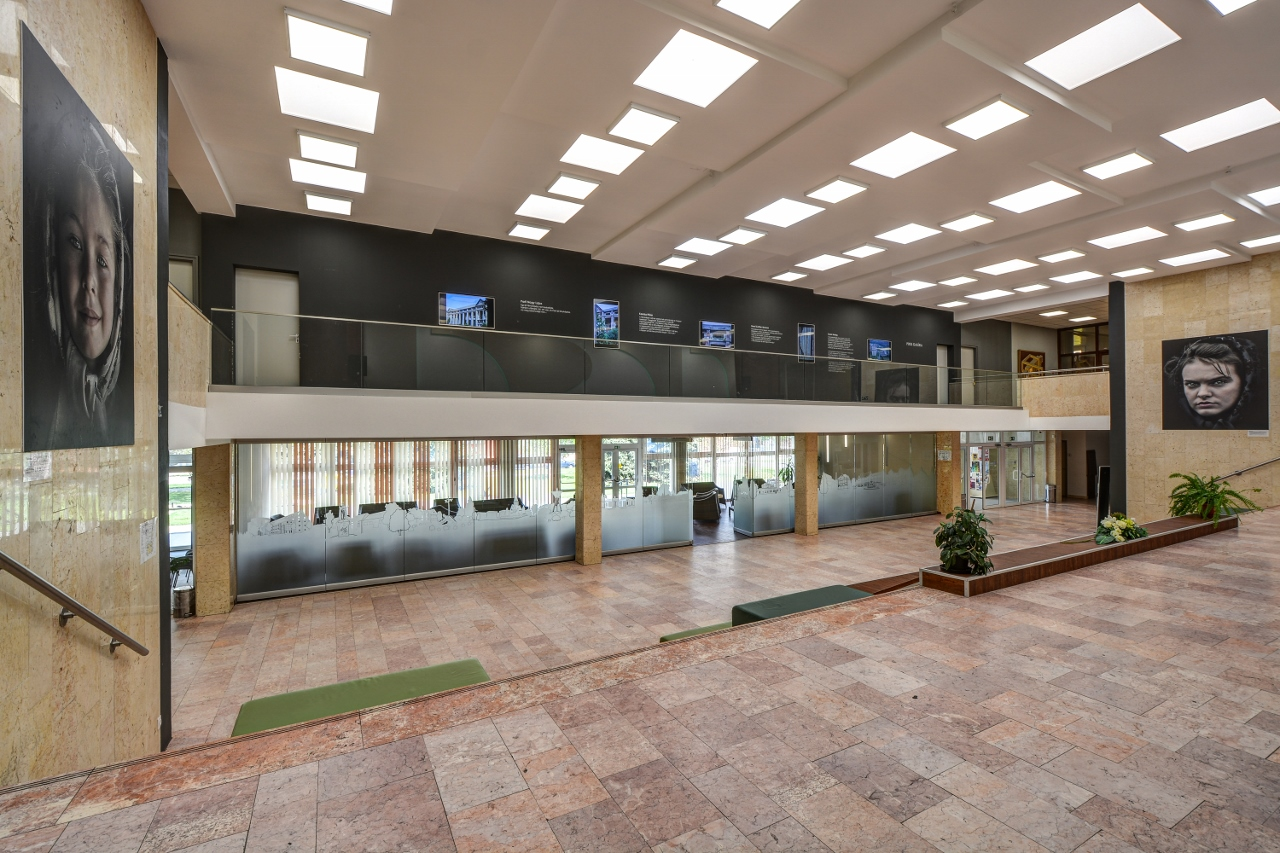
A Flesch Központ aulája 1.
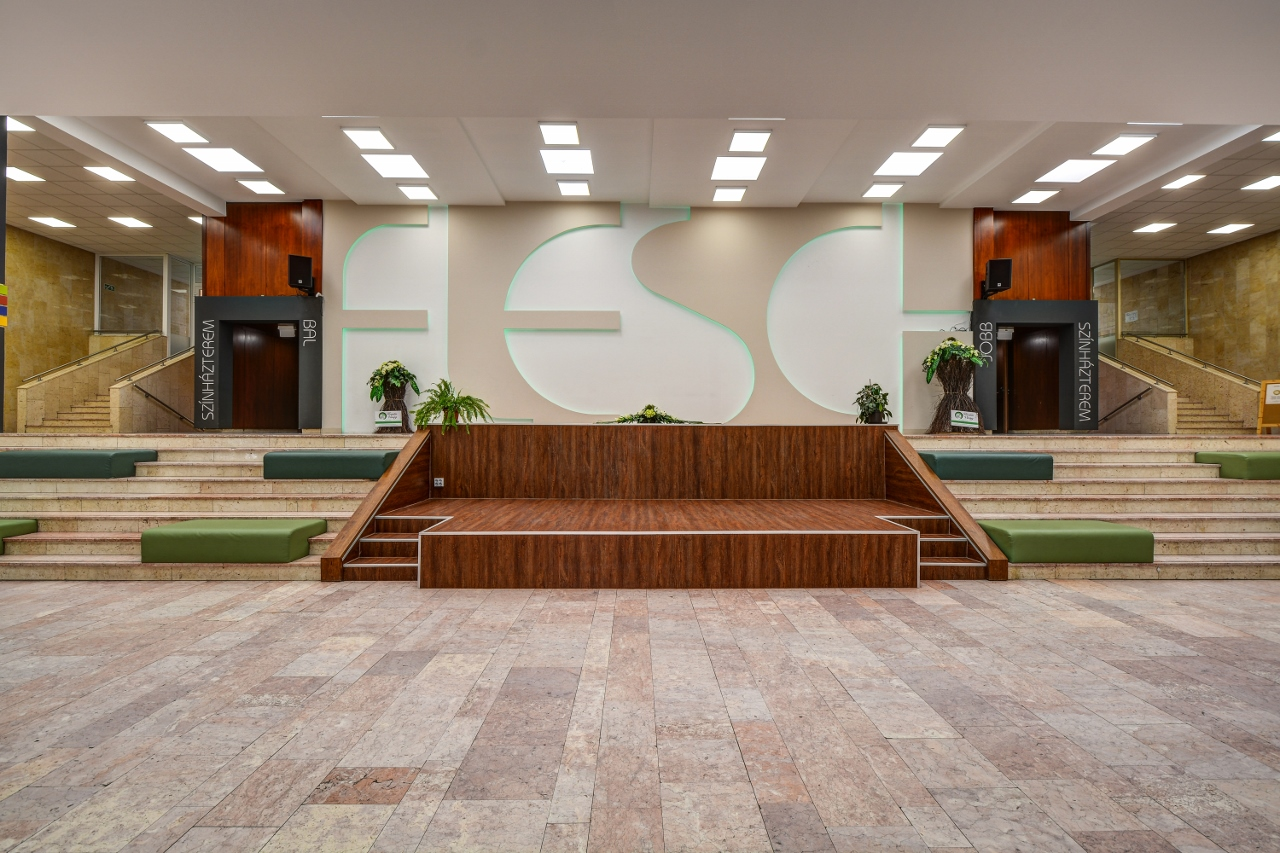
A Flesch Központ aulája 2.
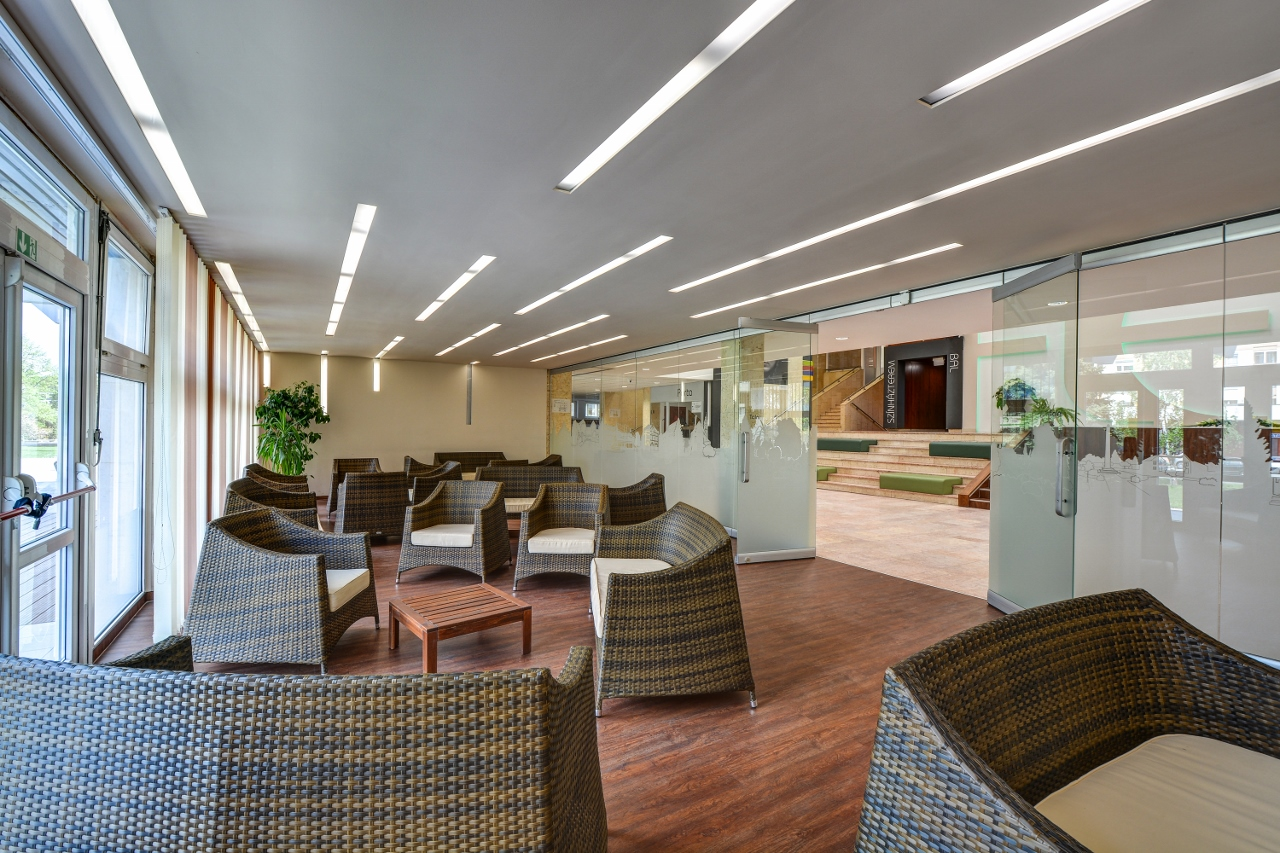
A Flesch Központ aulája 3.
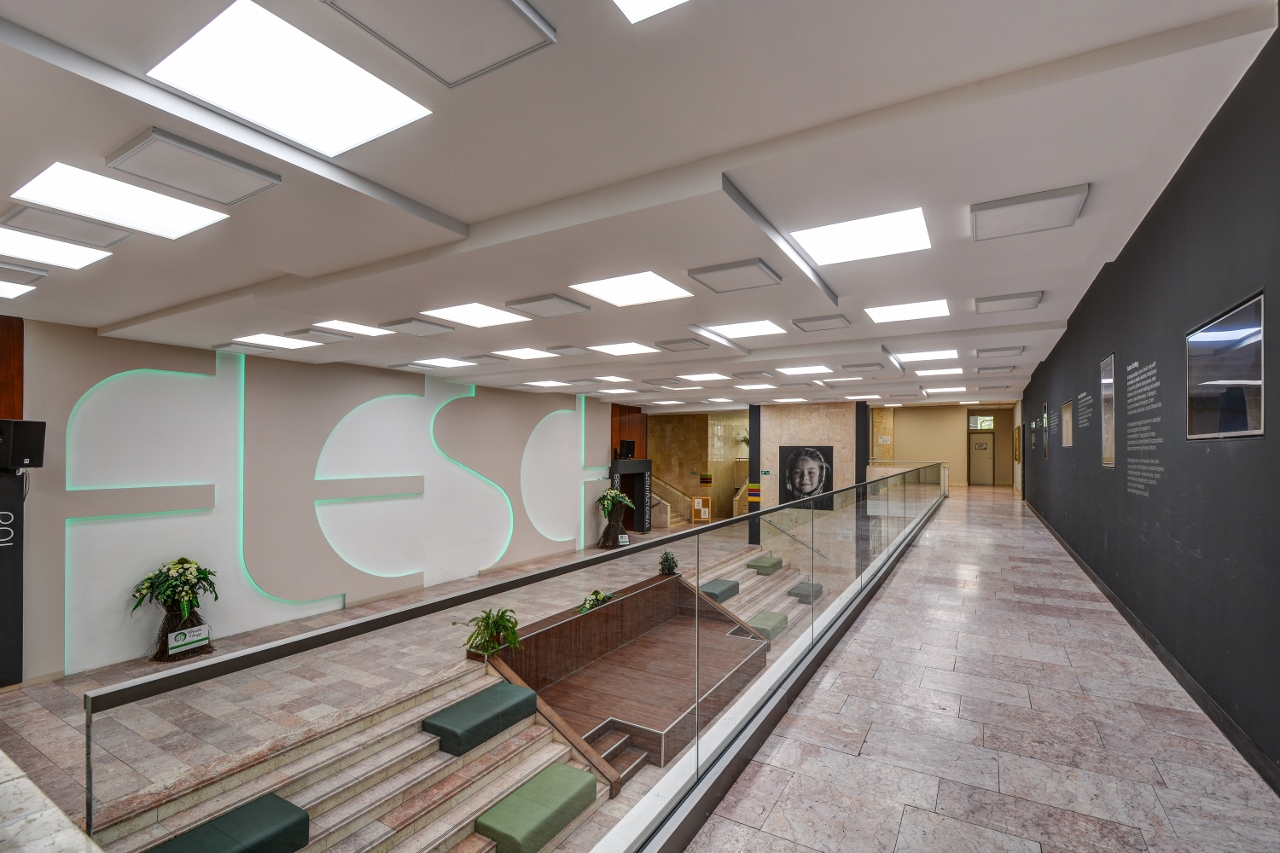
A Flesch Központ aulája 4.
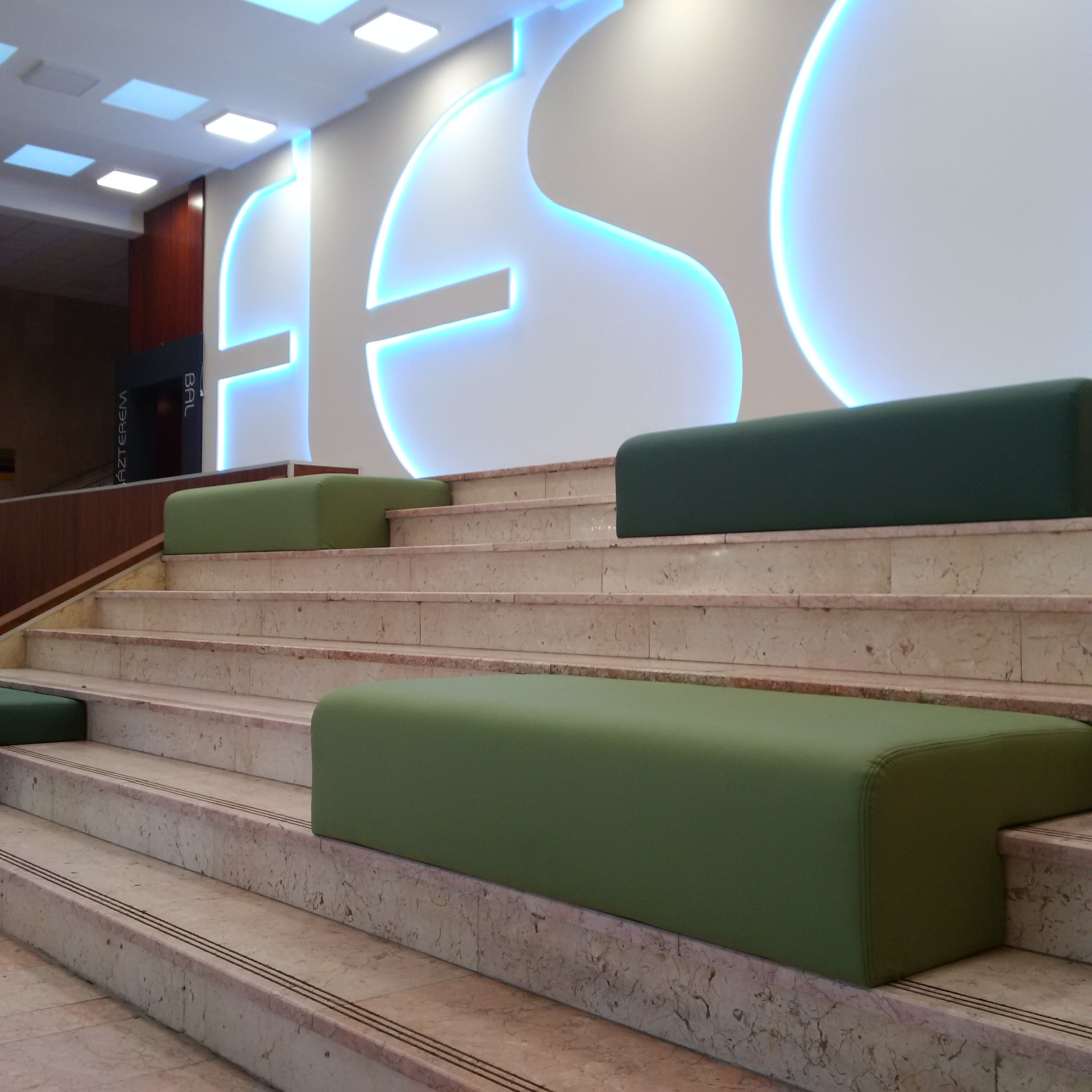
A Flesch Központ aulája 5.
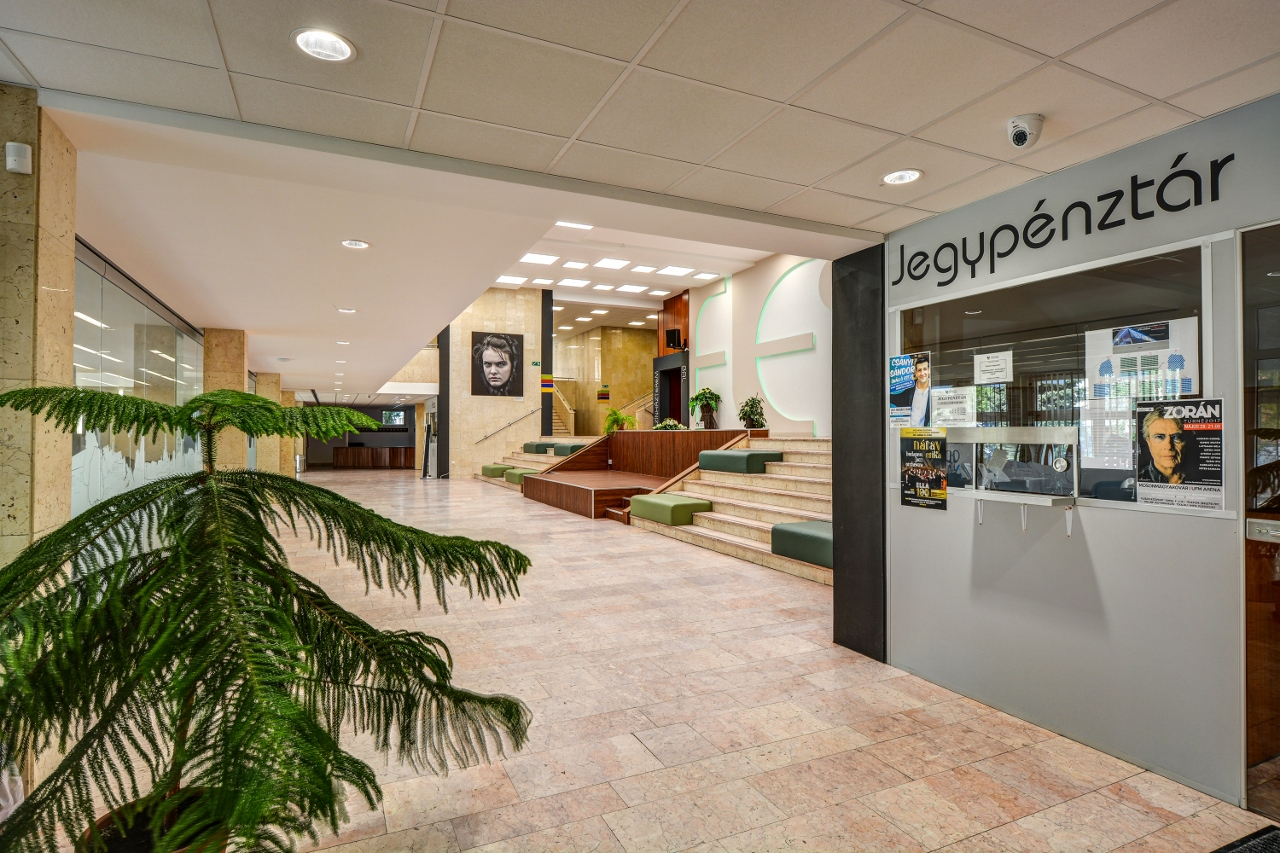
A Flesch Központ jegypénztára
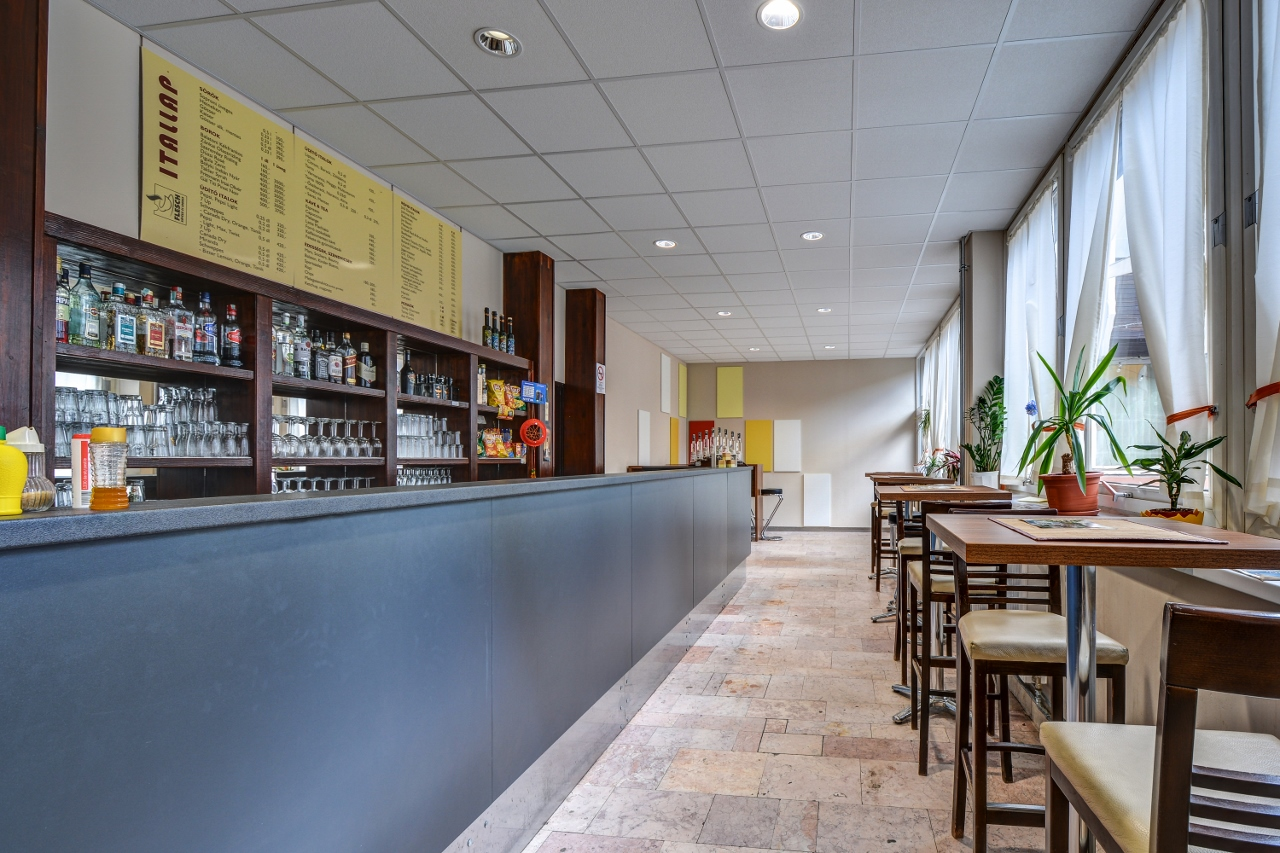
CAFÉ Flesch
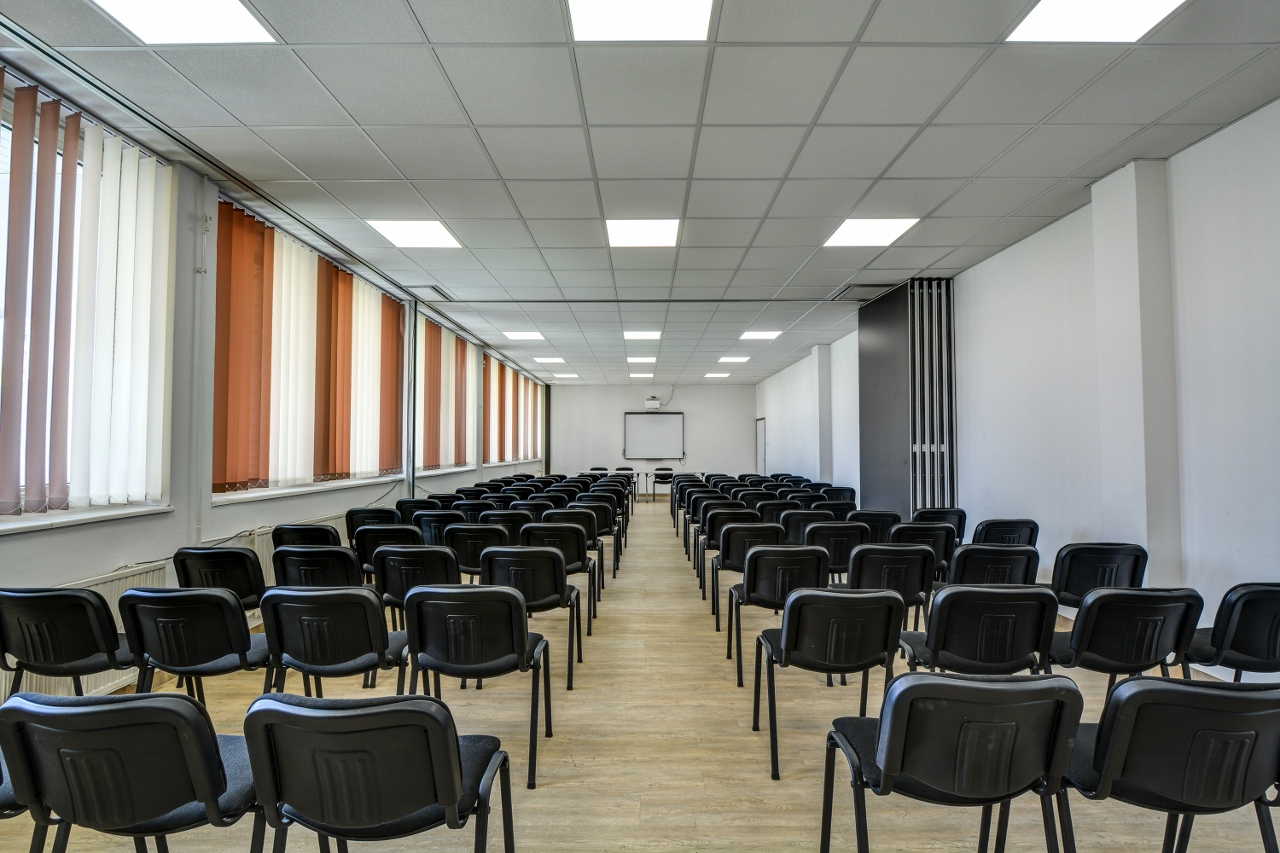
A Flesch Központ előadóterme
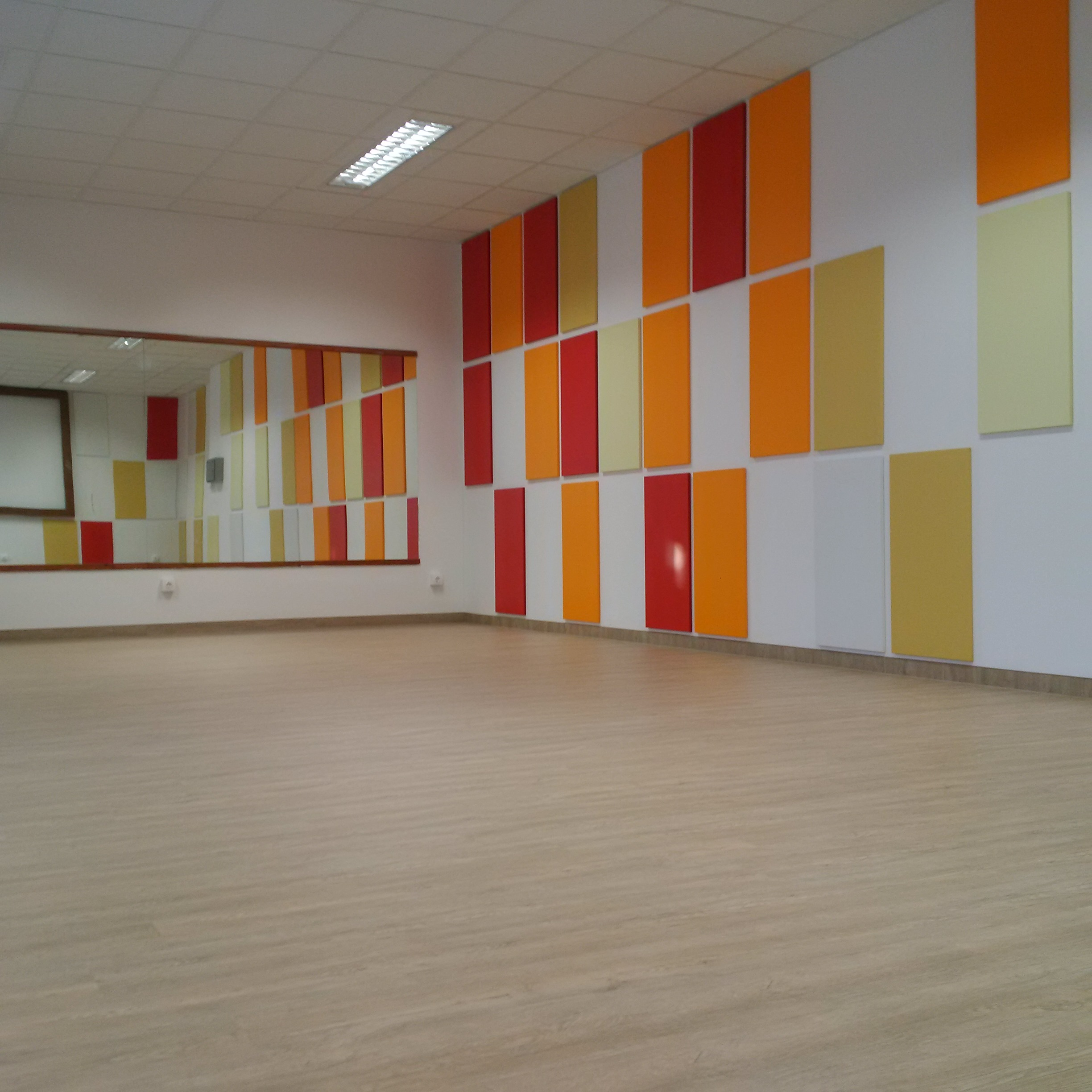
A Flesch Központ mozgásstúdiója
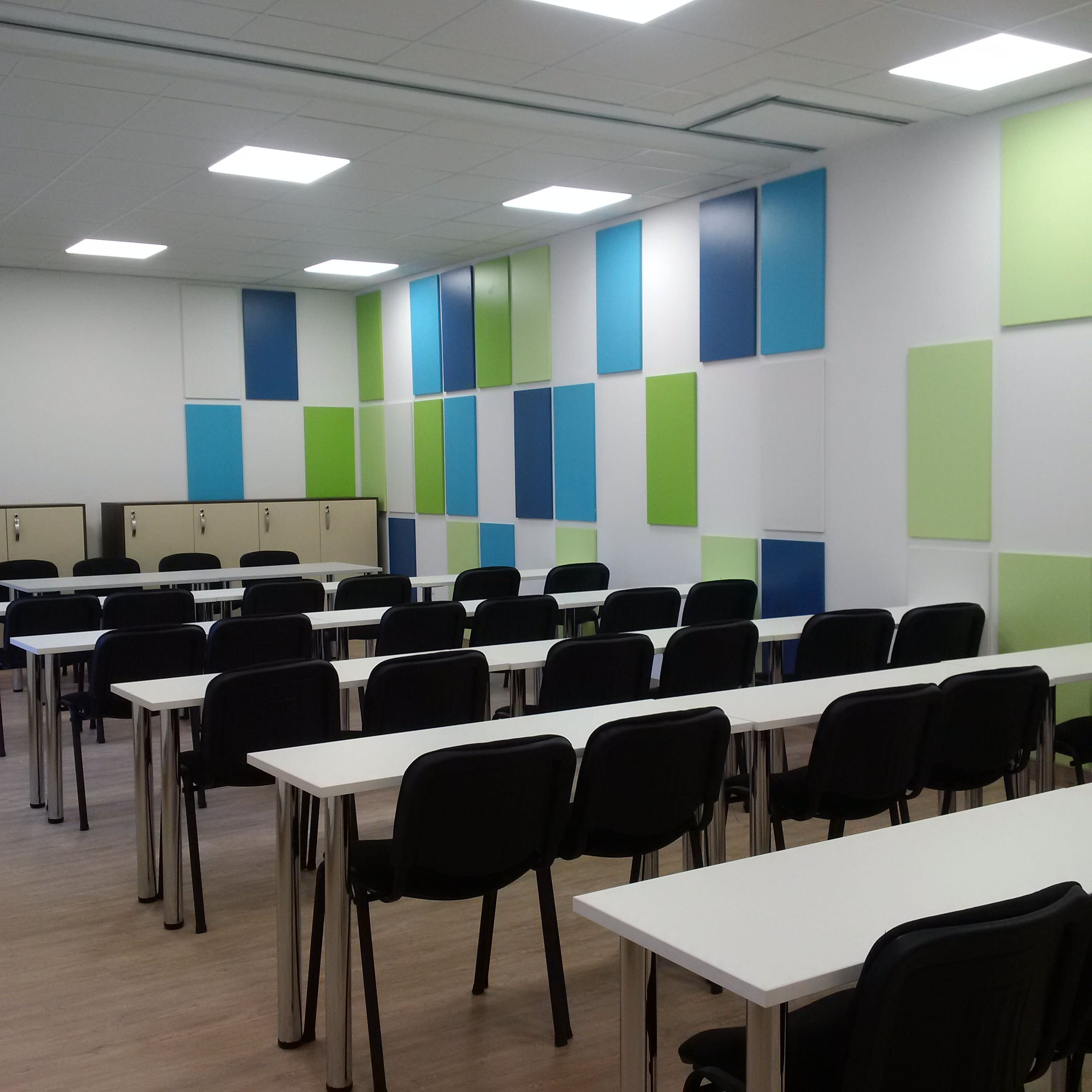
A Flesch Központ oktatóterme
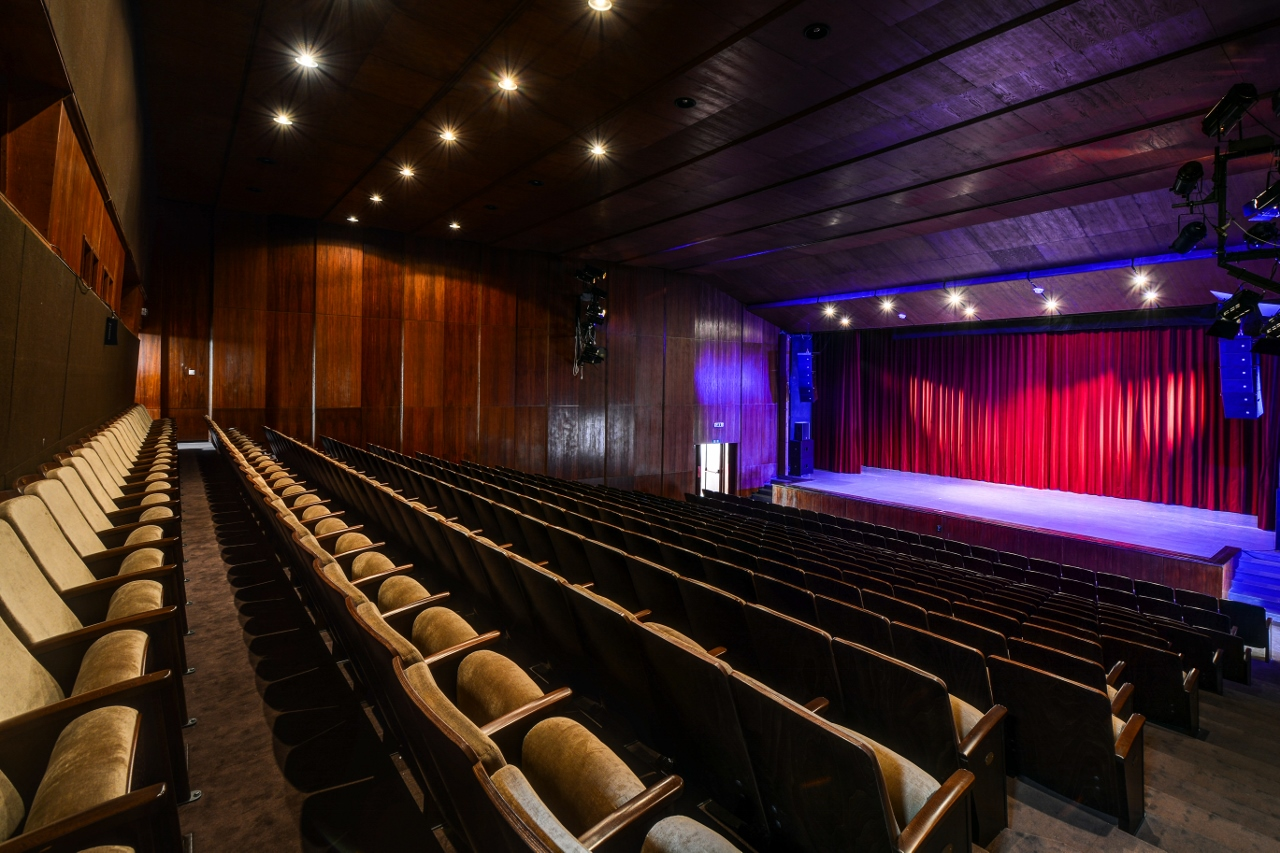
A Flesch Központ színházterme

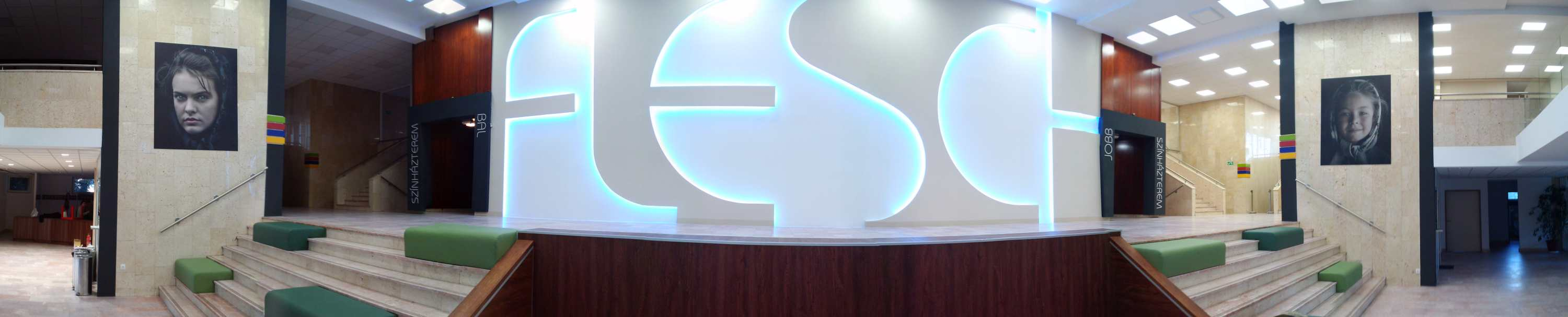
Panorámakép a Flesch Központ aulájáról 1.
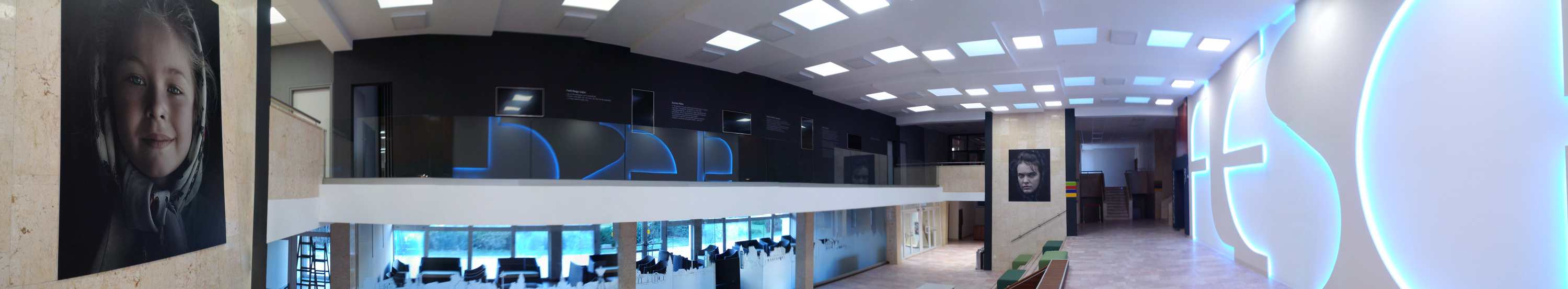
Panorámakép a Flesch Központ aulájáról 2.
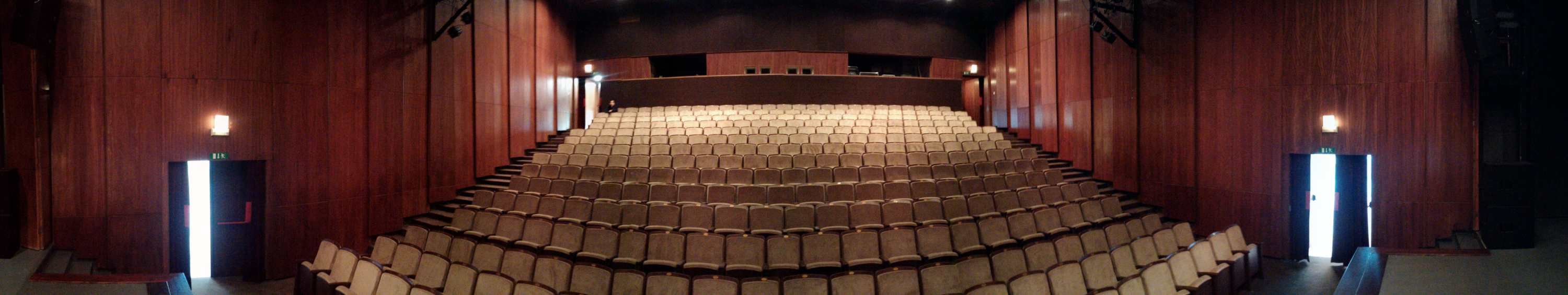
Panorámakép a Flesch Központ színházterméről